# 麻績村
麻績村（日语：／ Omi mura */?）為位于長野縣東筑摩郡的一村。

## 沿革
- 1875年（明治8年）1月20日 - 筑摩郡麻績町村、矢倉村、市野川村、野口村、下井堀村合併為麻績村。同郡上井堀村、桑山村、桑関村、高村合併為日向村。
- 1889年（明治22年）4月1日 - 市町村制施行。麻績村與日向村合併。
- 1956年（昭和33年）9月30日 - 東筑摩郡麻績村、日向村合併，新・麻績村成立。